# Klerusverband
Der Klerusverband e. V. ist die Standesvertretung der römisch-katholischen Geistlichen in Bayern und der Pfalz. Der 1919 gegründete Verband hat seinen Sitz in München. Die übrigen deutschen römisch-katholischen Kleriker sind in der PAX-Priestervereinigung organisiert.

## Aufgaben
Der Klerusverband ist ein eingetragener Verein. Er ist ein Zusammenschluss der Diözesanklerikervereine der (Erz-)Diözesen Augsburg, Bamberg, Eichstätt, München und Freising, Passau, Regensburg, Speyer und Würzburg.
Zieles des Verbandes sind:
- Erteilung von Auskunft und Rat in Fragen des beruflichen und des privaten Lebens der Kleriker
- Gewährung von Rechtsschutz der Kleriker
- ideelle und materielle Unterstützung von Klerikern
- Schutz der Standesehre
- Abschluss von Tarifverträgen

## Einrichtungen
Zur Durchführung seiner Ziele unterhält der Verband verschiedene Einrichtungen:
- die Geschäftsstelle in München
- den Klerusblattverlag mit dem monatlich erscheinenden Klerusblatt und weiteren anderen Veröffentlichungen
- diverse Kursangebote (z. B. Fortbildungen und Tagungen für Priester und Ordensschwestern)

Die Klerushilfe e. V. unterstützt in Not geratene Kleriker und Ordensangehörige finanziell als auch materiell.

## Geschichte
Durch die Initiative von Kardinal Michael von Faulhaber wurde am 17. Dezember 1919 der Zusammenschluss der diözesanen Klerusvereinen in den bayerischen (Erz-)Diözesen und Speyer als Berufsverband gegründet. Gleichzeitig wurde auch die Verbandszeitschrift Blätter für den katholischen Klerus (seit 1925 Klerusblatt) ins Leben gerufen. Bis 1939 hatte der Verband ca. 6.200 Mitglieder. Während der Zeit des Nationalsozialismus war der Verband starken Repressalien ausgesetzt. Das Klerusblatt wurde streng zensiert und zeitweise verboten. Nach der Aufbauarbeit nach dem Zweiten Weltkrieg war eine wesentliche Aufgabe des Verbands in den 1960er Jahren die Umsetzung und Erklärung der Beschlüsse des Zweiten Vatikanischen Konzils. Durch die sinkenden Priesterzahlen hatte der Verband im Jahr 2008 noch rund 3300 Mitglieder.

## Vorsitzende
- Thaddäus Stahler, 1919–1933 Diözese Würzburg
- Georg Böhmer, 1933–1942, Diözese München-Freising
- Franz Stadle, 1942–1954, Diözese München-Freising
- Josef Holzer, 1954–1967, Diözese München-Freising
- Konrad Miller, 1967–1982, Diözese München-Freising
- Josef Grabmaier, 1982–1992, Diözese München-Freising
- Herbert Jung, 1992–2011, Diözese München-Freising
- Andreas Simbeck, seit 2011, Diözese München-Freising